# Alfhausen
Alfhausen is een gemeente in de Duitse deelstaat Nedersaksen. De gemeente maakt deel uit van de Samtgemeinde Bersenbrück in het Landkreis Osnabrück. Alfhausen telt 4.024 inwoners.

## Plaatsen in de gemeente

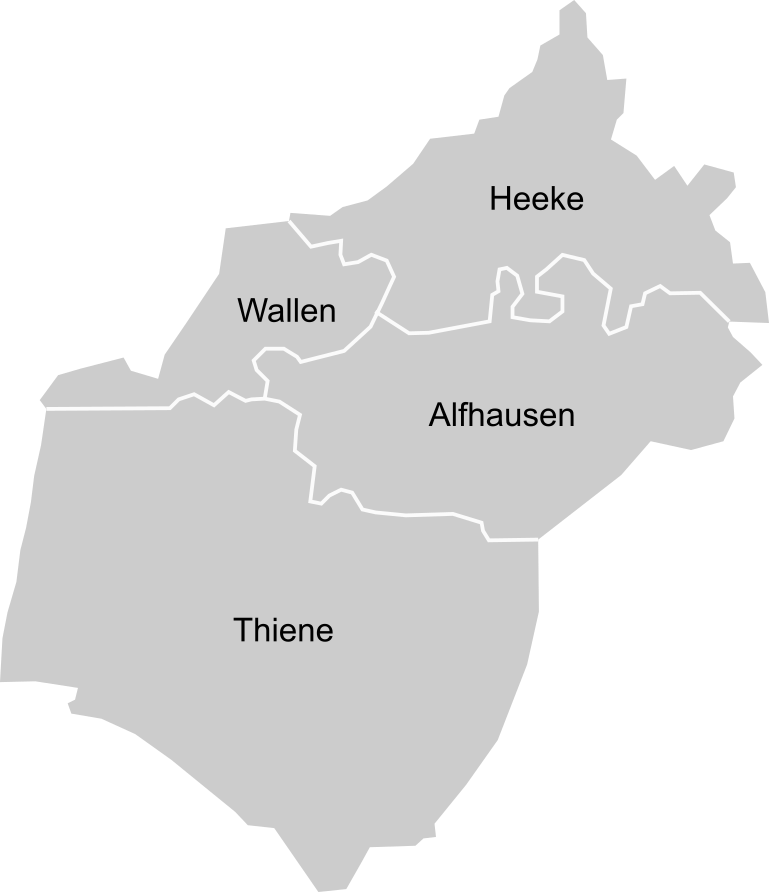
Ligging van de Ortsteile van Alfhausen

De gemeente Alfhausen bestaat uit vier Ortsteile:
| Ortsteil  | Oppervlakte in km² |
| --------- | ------------------ |
| Alfhausen | 8,28               |
| Heeke     | 8,29               |
| Thiene    | 19,25              |
| Wallen    | 3,50               |

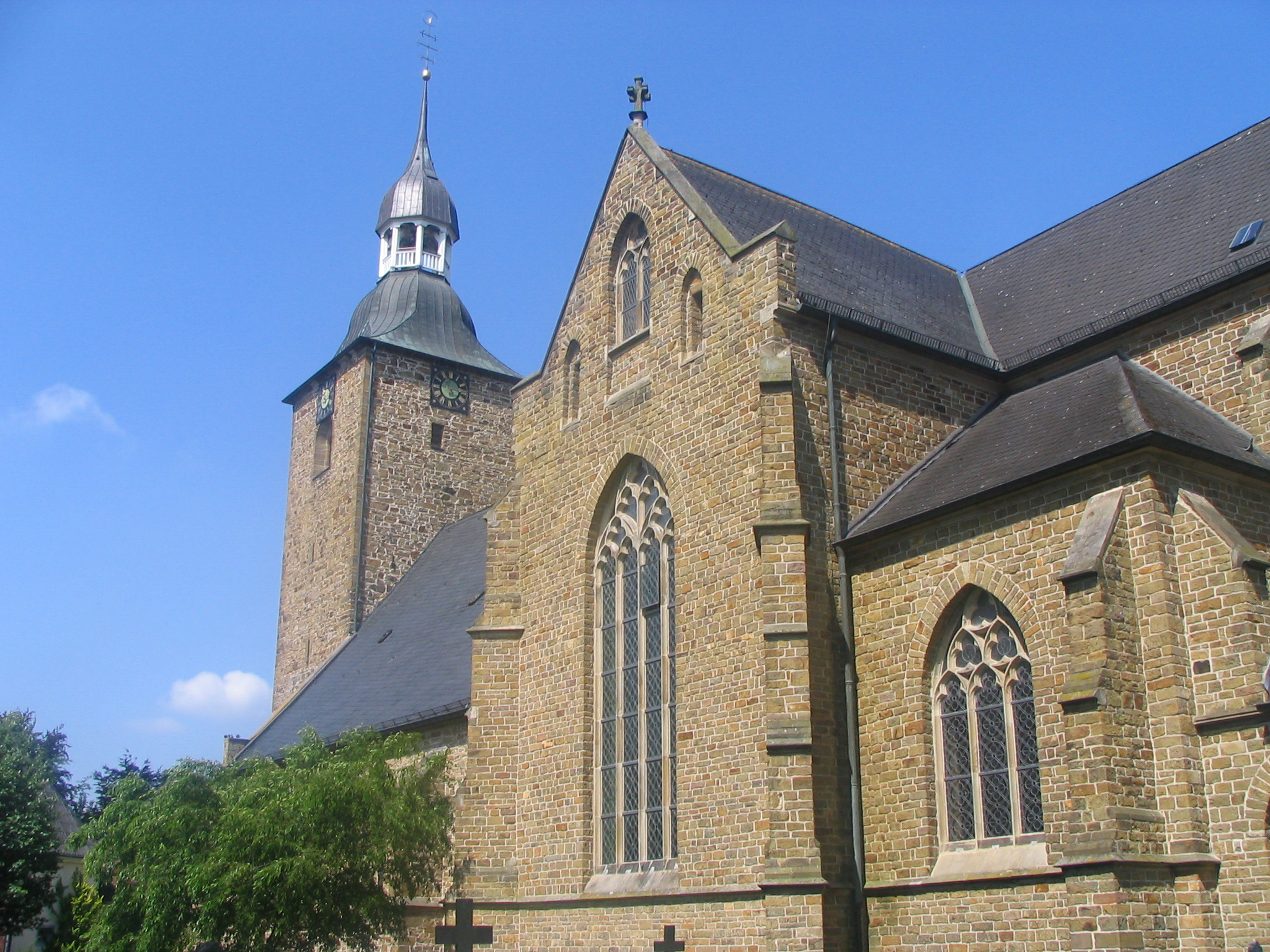
St. Johanneskerk Alfhausen
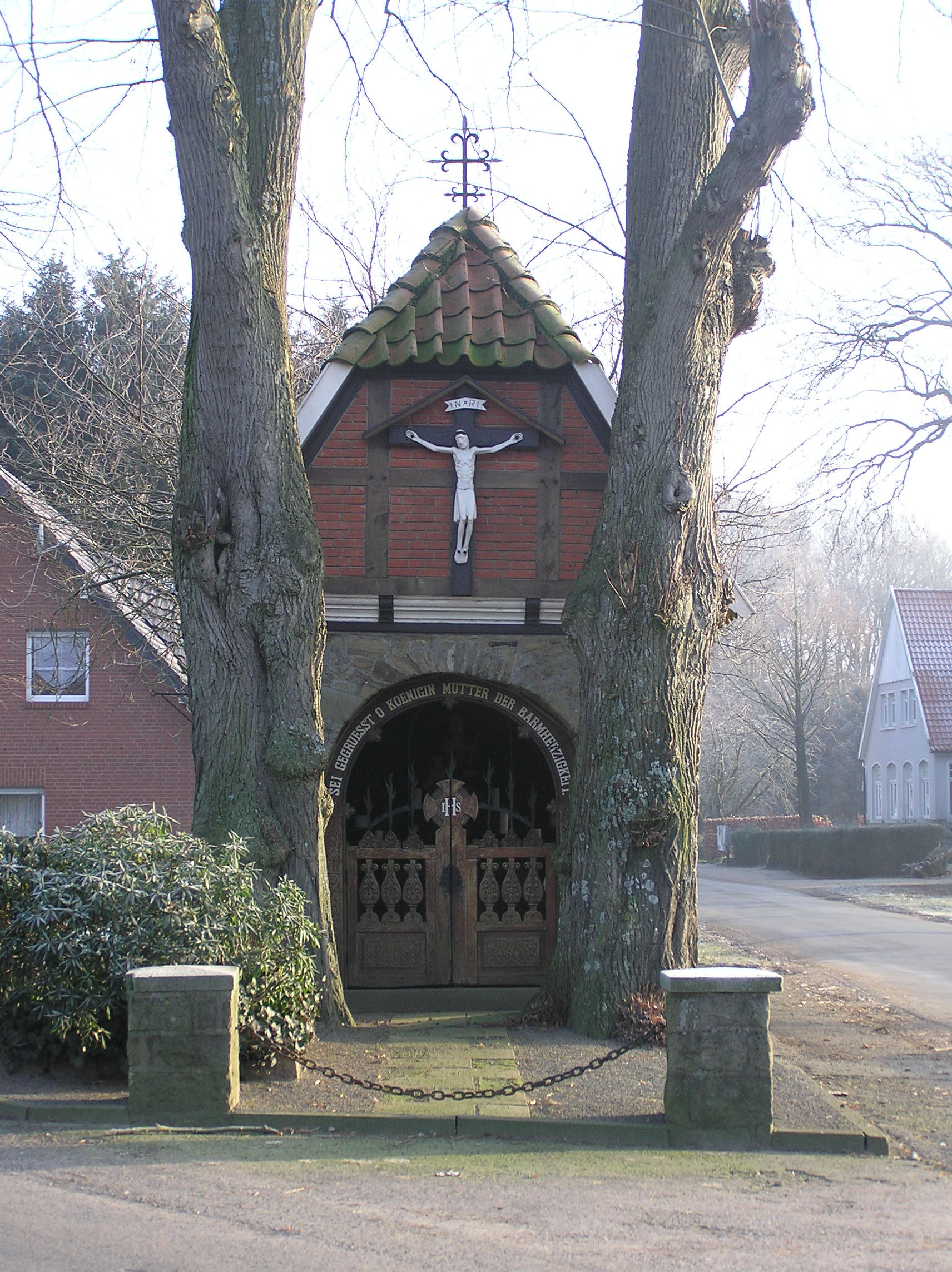
Alfhausen, Heeker Klause
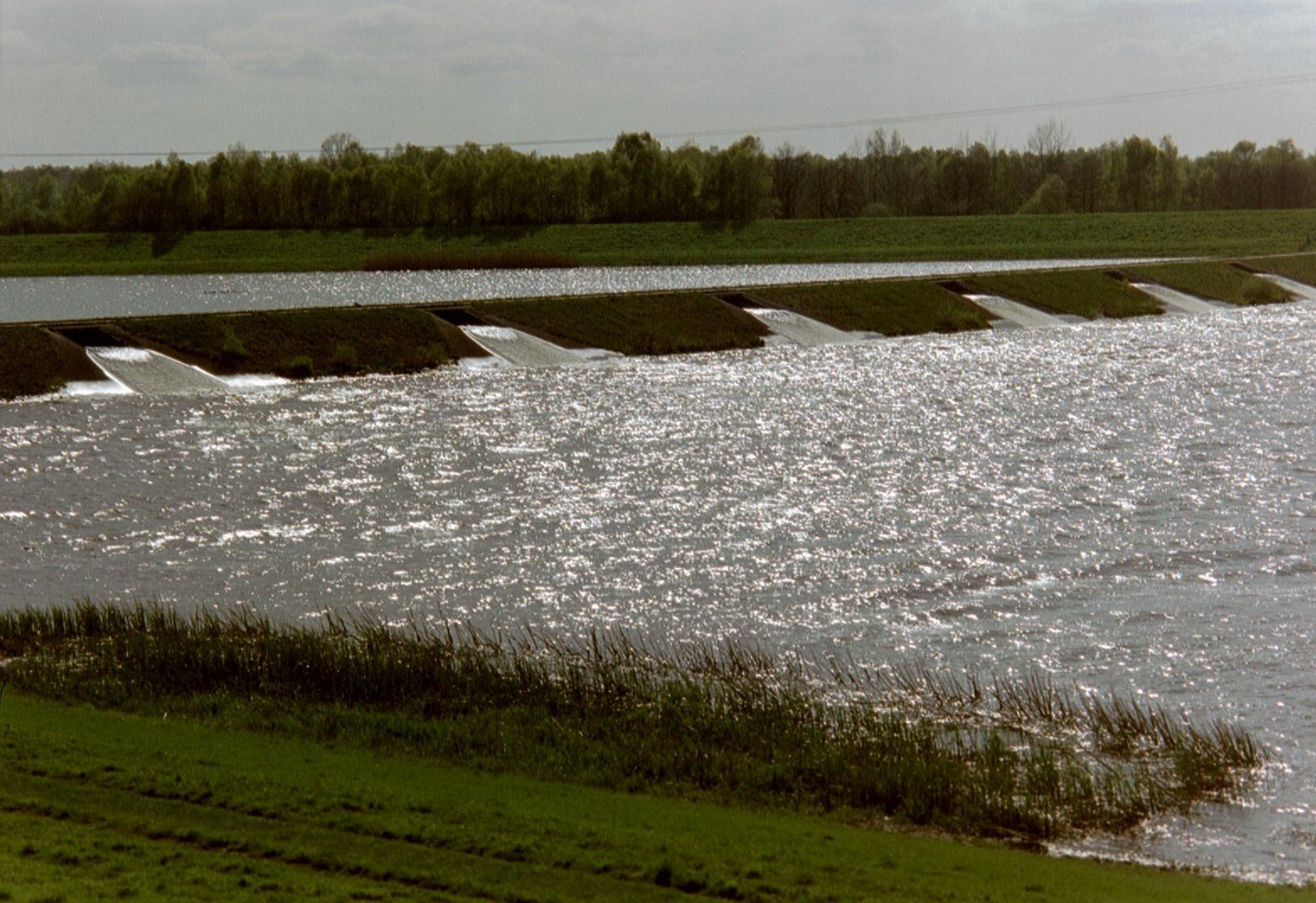
Alfhausen, de Alfsee

Voor meer gegevens, zie  Samtgemeinde Bersenbrück.
- Gemeinsame Normdatei: 7592147-9
- Nationale Bibliotheek van Israël: 987012124316905171
- Virtual International Authority File: 244325024
- WorldCat: E39PBJcc7WT3CbwJhqqXyjBwYP

Alfhausen · 
Ankum · 
Bad Essen · 
Bad Iburg · 
Bad Laer · 
Bad Rothenfelde · 
Badbergen · 
Belm · 
Berge · 
Bersenbrück · 
Bippen · 
Bissendorf · 
Bohmte · 
Bramsche · 
Dissen am Teutoburger Wald · 
Eggermühlen · 
Fürstenau · 
Gehrde · 
Georgsmarienhütte · 
Glandorf · 
Hagen am Teutoburger Wald · 
Hasbergen · 
Hilter am Teutoburger Wald · 
Kettenkamp · 
Melle · 
Menslage · 
Merzen · 
Neuenkirchen · 
Nortrup · 
Ostercappeln · 
Quakenbrück · 
Rieste · 
Voltlage · 
Wallenhorst